# Pepelj
Pepelj (cyr. Пепељ) – wieś w Serbii, w okręgu zlatiborskim, w gminie Bajina Bašta. W 2011 roku liczyła 155 mieszkańców.